# Vladímir Vereméyenko
Vladímir Vladímirovich Vereméyenko (nacido el 21 de julio de 1984 en Gómel) es un jugador de baloncesto bielorruso. Con 2,08 metros de estatura, juega en la posición de ala-pívot en las filas del BC Tsmoki-Minsk de la VTB United League.

## Trayectoria deportiva

### Profesional
Tras dar sus primeros pasos en su Bielorrusia natal, en 2002 ficha por el BC Avtodor Saratov ruso, donde empezó a despuntar en su segunda temporada, promediando 14,2 puntos y 7,0 rebotes por partido. De allí pasó al Dynamo San Petersburgo, con los que ganó el FIBA EuroChallenge en 2005.
Fue elegido en la cuadragésimo octava posición del Draft de la NBA de 2006 por Washington Wizards, pero no llegó a fichar por el equipo estadounidense.
En 2006 fichó por el BC Khimki, donde juega dos temporadas, promediando en la primera 8,0 puntos y 6,2 rebotes y 5,9 puntos y 3,2 rebotes en la segunda, en los partidos disputados por su equipo en la Eurocup. En esas dos temporadas acaba en segunda y tercera posición del campeonato, respectivamente.
En 2008 fichó por el UNICS Kazán, con los que consigue ganar la Eurocup en 2011, siendo uno de los jugadores destacados al promediar 7,8 puntos y 4,9 rebotes en dicha competición.
Sus derechos en la NBA fueron traspasados a Chicago Bulls a cambio de Kirk Hinrich y los derechos sobre Kevin Seraphin.
En 2014 se convirtió en jugador del Banvit, antes de pasar fugazmente por el CAI Zaragoza. Veremeenko tuvo unos promedios de 10,1 puntos y 5,0 rebotes en la TBL turca y 9,1 puntos y 4,3 rebotes por partido en la Eurocup.
En 2015 firmó con el Pallacanestro Reggiana.
El 11 de agosto de 2016, Veremeenko firmó con el club alemán Brose Bamberg para la temporada 2016-17.
El 2 de septiembre de 2019, firmó con BC Tsmoki-Minsk de la VTB United League.